# Estación Ashikagashi

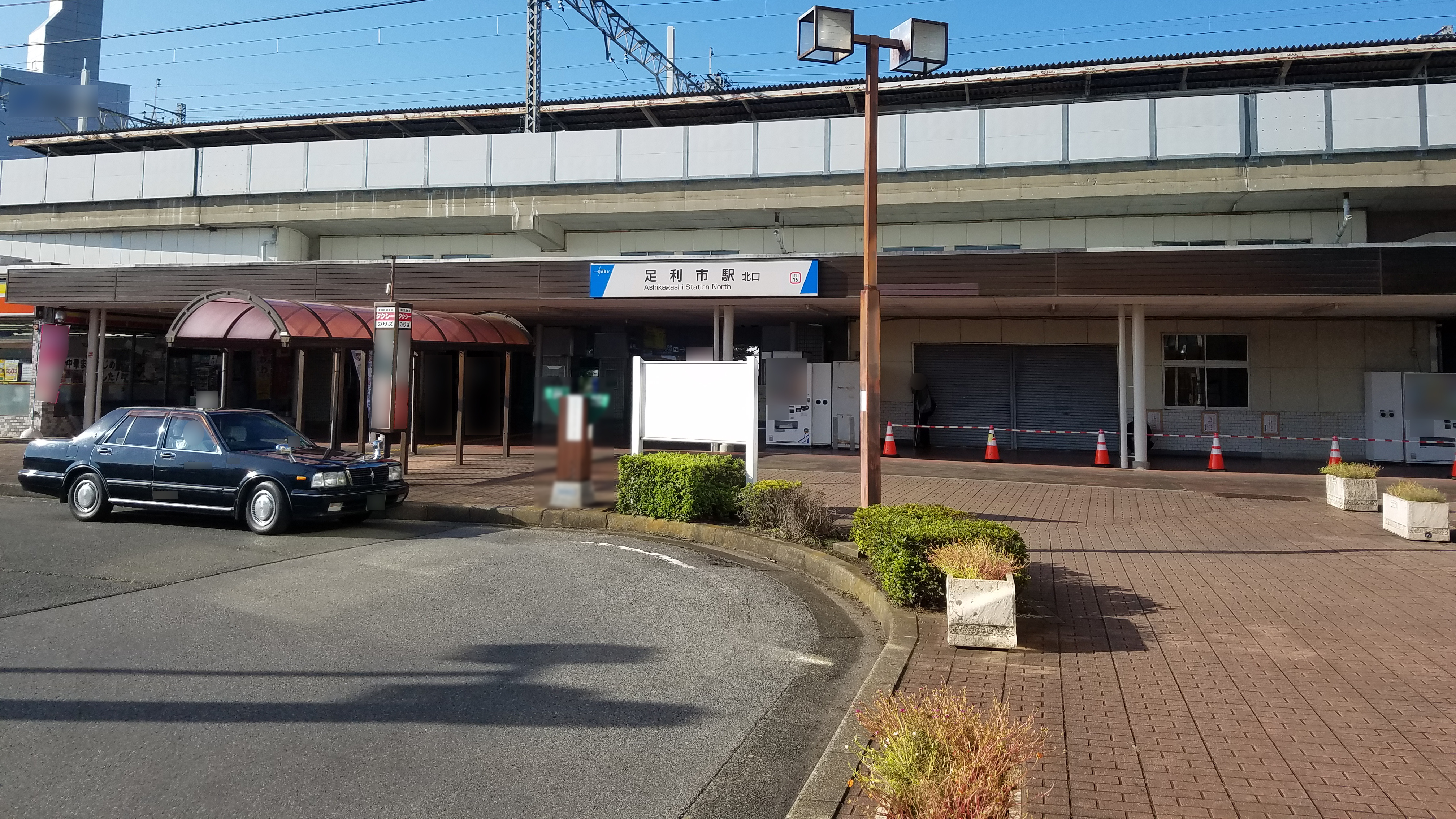
La estación de Ashikagashi.

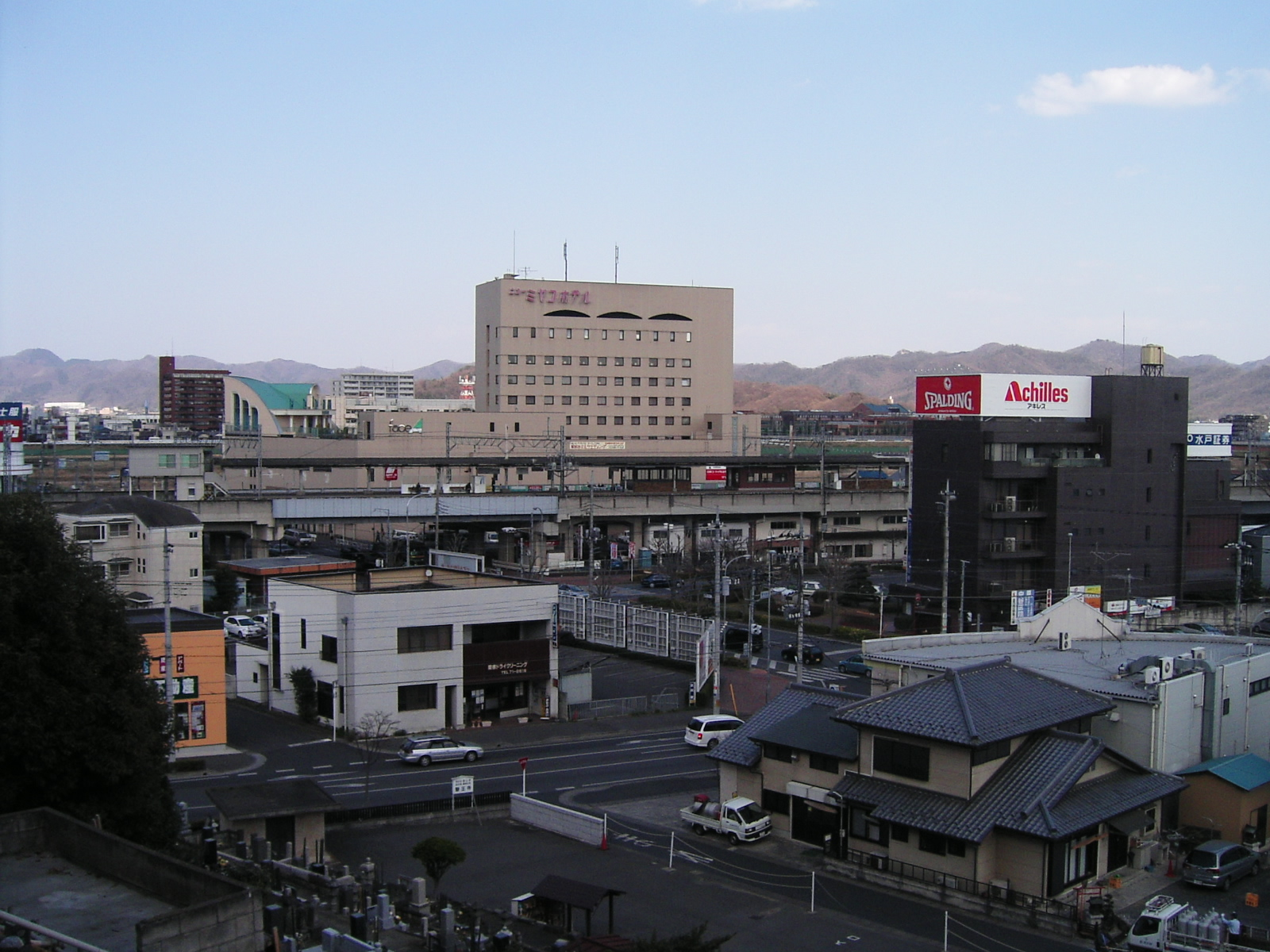
La estación de Ashikagashi desde Sur.

La Estación Ashikagashi (足利市駅 -eki) es una estación de la línea de Tobu Isesaki　en Ashikaga, Japón.
Esta estación queda 15 minutos caminando de la Estación Ashikaga　de la línea de Ryōmō(Japan Railways).

## Líneas
- Tobu Isesaki (東武伊勢崎線)

## Historia
La estación fue inaugurada en 27 de agosto de 1907.

## Estaciones adyacentes
| Estación Tobu-izumi(東武和泉) | Tobu Isesaki | Estación Yasyu-yamabe(野州山辺) |

## Servicios ferroviarios
| Servicio                   | Destino | Paradas intermedias |
| -------------------------- | ------- | --- |
| Expreso limitado RYOMO     | Asakusa | Tatebayashi · (Hanyu*) · (Kazo*) · (Kuki*) · Tōbu Dōbutsu Kōen ·Kita-senju |
| Expreso limitado RYOMO     | Akagi   | Ota · Yabuzuka · Shin-kiryu · Aioi |
| Expreso limitado RYOMO     | Isesaki | Ota · Kizaki · Sakaimachi · Shin-Isesaki |
| Expreso de la sección      | Asakusa | Tobu-Izumi・Fukui・ Ágata ・Tatara・Tatebayashi・Morinji-mae・Kawamata・Hanyu・Minami-Hanyu・Kazo・Kuki・Wado・Tōbu Dōbutsu Kōen・Kasukabe・Sengendai・Koshigaya・Shin-koshigaya・Soka・Nishiarai・Kita-senju・Ushida・Horikiri・Kanegefuch・Higashi-mukojima・Hikifune・Narihirabashi                                                                                               |
| Expreso de la sección      | Ota     | Yashu-Yamabe・Niragawa |
| Semi-expreso de la sección | Asakusa | Tobu-Izumi・Fukui・ Ágata・Tatara・Tatebayashi・Morinji-mae・Kawamata・Hanyu・Minami-Hanyu・Kazo・Hanasaki・Washinomiya・Kuki・Wado・Tōbu Dōbutsu Kōen・Himemiya・Kita-kasukabe・Kasukabe・Ichinowari・Takesato・Sengendai・Obukuro・Kita-koshigaya・Koshigaya・Shin-koshigaya・Soka・Nishiarai・Kita-senju・Ushida・Horikiri・Kanegefuch・Higashi-mukojima・Hikifune・Narihirabashi |
| Semi-expreso de la sección | Ota     | Yashu-Yamabe・Niragawa |
| Local                      | Kuki    | Tobu-Izumi・Fukui・ Ágata ・Tatara・Tatebayashi・Morinji-mae・Kawamata・Hanyu・Minami-Hanyu・Kazo・Hanasaki・Washinomiya |
| Local                      | Ota     | Yashu-Yamabe・Niragawa |

(*Algunos trenes detienen)

## Autobuses
autobuses interurbanos 

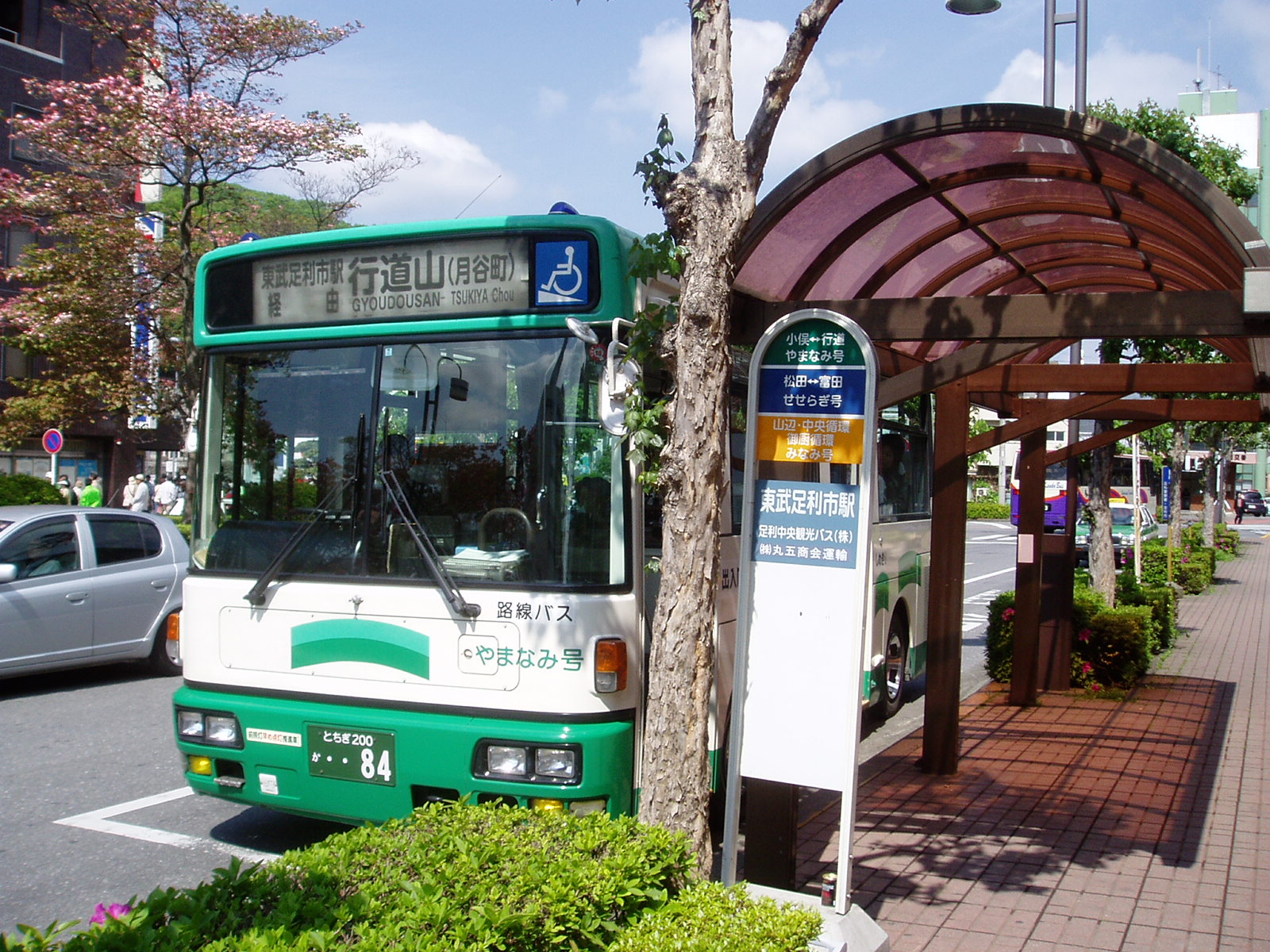
Ashikaga city bus.

- SALVIA-Aeropuerto Internacional de Narita
- Línea HANEDA-Aeropuerto de Haneda
- SILK LINER-Nagoya, Kioto, Osaka, Nara, Kanazawa, Toyama
- SENDAI LINER-Sendai

autobuses urbanos 
- Ashikaga city bus

■Línea10/11/12/Destino:Omata-kitamachi
■Línea20/21/Destino:Matsudacyo
■Línea30/31/Destino:Gyoudosan
■Línea40/41/Destino:Okazakiyama
■Línea51/52/Circular:Yamabe
■Línea61/62/Circular:Mikuriya
■Línea80/81/Destino:Irinagusa
- Sano city bus

■Línea Ashikaga/Destino:Shimohikomamyojinmae